# Japan Post Insurance
Die Japan Post Insurance Company (japanisch 株式会社かんぽ生命保険 Kabushiki gaisha Kampo Seimei Hoken) ist ein Versicherungsunternehmen aus Japan, das am 1. Oktober 2007 mit der Privatisierung von Japan Post Life Insurance (簡易保険, Kan'i Hoken; wörtlich „einfach“) gegründet wurde. Sie gehört zur Japan Post Holdings. Im Jahr 2011 war es das weltweit viertgrößte Versicherungsunternehmen in Bezug auf die gebuchten Nettoprämien hinter drei europäischen Versicherern und das größte in Bezug auf Nichtbankvermögen.

## Geschichte
2006 begann die Historie der heutigen Firmierung mit der Gründung der Kampo Co., Ltd. gemäß dem Postal Service Privatization Act. Im Jahr darauf Erfolgte die Änderung des Handelsnamens in Japan Post Insurance Co., Ltd. im Zuge der Aufnahme des Lebensversicherungsgeschäfts. Ebenfalls begann man mit der Verwaltung der Postlebensversicherung im Auftrag der Organisation für Postsparen, Postlebensversicherung und Postfilialennetz. Im Jahr 2015 war das Unternehmen erfolgreich mit seiner Notierung der Stammaktien an der Tokioter Börse. Gleichzeitig begann die Sparte des Auftragsverkaufs von Lebensversicherungsprodukten für Firmenkunden (z. B. Gruppen-Risikolebensversicherungen).

### Betrugsskandal
Im Dezember 2019 wurde bekannt, dass Japan Post Holdings und Japan Post Insurance in einen groß angelegten Betrug mit illegalen Versicherungsverkäufen verwickelt waren, der sich an ältere Kunden richtete. Der damalige Präsident und CEO von Japan Post Holdings, Masatsugu Nagato, sowie der Präsident von Japan Post Insurance, Mitsuhiko Uehira, und der Präsident von Japan Post, Kunio Yokoyama, mussten aufgrund öffentlichen Drucks zurücktreten. Der Aktienkurs stürzte ab, und die japanische Regierung kündigte an, den Privatisierungsprozess der staatlichen Anteile um fünf Jahre zu verschieben.